# Perinbaba
Perinbaba är en tjeckoslovakisk folksagefilm från 1985 i regi av Juraj Jakubisko, med Giulietta Masina och Tobias Hoesl i huvudrollerna. Den handlar om en pojke som växer upp hos en kvinna som bor ovan molnen och bestämmer över vintern. Filmens förlaga är bröderna Grimms saga "Mor Hulda". Filmen var en samproduktion med Västtyskland. Den är på slovakiska och 89 minuter lång.

## Medverkande
- Giulietta Masina som Perinbaba
- Tobias Hoesl som Jakob
- Petra Vančíková som Elisabeth
- Soňa Valentová som styvmodern
- Pavol Mikulík som fadern
- Milada Ondrašíková som Dora
- Valerie Kaplanová som gamla Zubatá
- Eva Horká som unga Zubatá